# Campeonato Pan-Americano de Ginástica Artística de 2017
O Campeonato Pan-Americano de Ginástica Artística por Aparelhos de 2017 foi realizado em Lima, Peru, de 10 a 12 de agosto de 2017. A competição foi organizada pela Federação Peruana de Ginástica e aprovada pela Federação Internacional de Ginástica.

## Medalhistas

### Sênior
| Evento              | Ouro                    | Prata                  | Bronze                     |
| ------------------- | ----------------------- | ---------------------- | -------------------------- |
| Masculino           |                         |                        |                            |
| Solo                | Jorge Vega (GUA)        | Andres Martinez (COL)  | Tomás González (CHI)       |
| Cavalo com alças    | Zachary Clay (CAN)      | Caio Souza (BRA)       | Erick Vargas (COL)         |
| Argolas             | Federico Molinari (ARG) | Caio Souza (BRA)       | Kristopher Bohorquez (COL) |
| Salto               | Audrys Nin Reyes (DOM)  | Joshua Valle (MEX)     | Jorge Vega (GUA)           |
| Barras paralelas    | Caio Souza (BRA)        | Osvaldo Martinez (ARG) | Audrys Nin Reyes (DOM)     |
| Barra fixa          | Audrys Nin Reyes (DOM)  | Kevin Cerda (MEX)      | Caio Souza (BRA)           |
| Feminino            |                         |                        |                            |
| Salto               | Ahtziri Sandoval (MEX)  | Brooklyn Moors (CAN)   | Dayana Ardila (COL)        |
| Barras assimétricas | Jade Chrobok (CAN)      | Ahtziri Sandoval (MEX) | Brooklyn Moors (CAN)       |
| Trave               | Sophie Marois (CAN)     | Agustina Pisos (ARG)   | Carolyne Pedro (BRA)       |
| Solo                | Brooklyn Moors (CAN)    | Laurie Denommée (CAN)  | Miriana Almeida (MEX)      |

## Quadro de medalhas
| Pos.               | País                 | Ouro | Prata | Bronze | Total |
| ------------------ | -------------------- | ---- | ----- | ------ | ----- |
| 1                  | Canadá               | 4    | 2     | 1      | 7     |
| 2                  | República Dominicana | 2    | 0     | 1      | 3     |
| 3                  | México               | 1    | 3     | 1      | 5     |
| 4                  | Brasil               | 1    | 2     | 2      | 5     |
| 5                  | Argentina            | 1    | 2     | 0      | 3     |
| 6                  | Guatemala            | 1    | 0     | 1      | 2     |
| 7                  | Colômbia             | 0    | 1     | 3      | 4     |
| 8                  | Chile                | 0    | 0     | 1      | 1     |
| Total (8 entradas) | Total (8 entradas)   | 10   | 10    | 10     | 30    |